# Scusa (Ex-Otago)
Scusa è un singolo del gruppo musicale italiano Ex-Otago pubblicato il 6 dicembre 2019.

## Video musicale
Il videoclip, diretto da Maurizio Carucci, è stato pubblicato in concomitanza della pubblicazione del singolo sul canale YouTube del gruppo e ha visto la partecipazione degli attori Paolo Livolsi e Chiara Baschetti. In merito al video Carucci ha raccontato:

## Tracce
Testi di Francesco Bacci, Maurizio Carucci, Olmo Martellacci, Rachid Bouchabla, Simone Bertuccini, musiche di Fabio Gargiulo.
1. Scusa – 3:43